# Tatevi Anapat
Tatevi Anapat (armeniska: Տաթևի անապատ) är ett armeniskt kloster från 1600-talet beläget i Vorotandalen i provinsen Siunik i Armenien.

## Ett framtida världsarv
Sedan 1995 är Tatevi anapat tillsammans med klostret Tatev uppsatt på Armeniens förhandslista (tentativa lista) över landets planerade världsarvsnomineringar.